# Los dos papas
Los dos papas (título original en inglés The Two Popes) es una película biográfica e histórica de género dramático del 2019, dirigida por Fernando Meirelles y escrita por Anthony McCarten, basada en su propio libro The Pope. La cinta está protagonizada por Anthony Hopkins y Jonathan Pryce.
La película se estrenó en el Festival de Cine de Telluride el 31 de agosto de 2019. Posteriormente tuvo un estreno limitado en los cines de Estados Unidos el 27 de noviembre y se comenzó a transmitir a través de Netflix el 20 de diciembre del mismo año.

## Reparto
- Anthony Hopkins como el papa Benedicto XVI
- Jonathan Pryce como el cardenal Jorge Mario Bergoglio, futuro papa Francisco
- Juan Minujín como un joven Jorge Mario Bergoglio
- Sidney Cole como el cardenal Peter Turkson
- Lisandro Fiks como el padre Franz Jalics
- Luis Gnecco como el cardenal Cláudio Hummes
- María Ucedo como Esther Ballestrino
- Thomas D. Williams como el periodista estadounidense
- Emma Bonino como ella misma

## Producción
El 6 de septiembre de 2017, Netflix confirmó la producción de la película, dirigida por Fernando Meirelles y escrita por Anthony McCarten. Se anunció que Jonathan Pryce y Anthony Hopkins interpretarían al cardenal Bergoglio y al papa Benedicto XVI, respectivamente; y se dijo que la filmación empezaría en el mes de noviembre de ese año en Argentina. La película comenzó su producción en Roma en abril de 2018.

## Estreno
La película tuvo su estreno mundial en el Festival de Cine de Telluride el 31 de agosto de 2019. También se pudo ver en el Festival Internacional de Cine de Toronto el 9 de septiembre de 2019. Posteriormente, tuvo un estreno limitado en Estados Unidos el 27 de noviembre de 2019, y en el Reino Unido el día 29 del mismo mes. Finalmente, la película estuvo disponible para su visualización en streaming el día 20 de diciembre de 2019, a través de la plataforma Netflix.

## Recepción

### Taquilla
Aunque Netflix no hace públicos los ingresos que obtienen sus películas, IndieWire estimó que The Two Popes ingresó alrededor de 32.000USD en los cuatro locales en los que se estrenó durante su primer fin de semana (y un total de 48.000USD en los cinco días del fin de semana de Acción de Gracias). El sitio web indicó que "el drama está empezando más modestamente que otros estrenos recientes de Netflix. La asistencia en los dos teatros emblemáticos de alta gama en Nueva York y Los Ángeles ha sido modesto. Ni en los auditorios de pequeña capacidad se agotaron las entradas". La película hizo posteriormente una recaudación estimada de 50.000USD en otros 19 locales durante su segundo fin de semana y 200.000USD en otros 150, durante el tercero.

### Crítica
Según la revista Variety, The Two Popes fue "un éxito inesperado" tras su estreno en el Festival de Cine de Telluride, y recibió elogios por su humor y la interpretación de sus dos actores principales. En el agregador Rotten Tomatoes, la película tiene un grado de aprobación del 89%, con base en 169 opiniones, con una puntuación media de 7.3/10. Las críticas concuerdan en el hecho de que "encabezada por las perfectamente ensambladas interpretaciones principales, The Two Popes dibuja un absorbente drama a partir de un momento crucial en la organizada religión moderna". En el sitio web Metacritic, la película tiene una puntuación media de 75 sobre 100, basada en 33 críticas, e indica "por lo general, opiniones favorables".

## Premios y nominaciones

### Premios principales

#### Globos de Oro
| Categoría              | Receptor               | Resultado |
| ---------------------- | ---------------------- | --------- |
| Mejor película - Drama | Mejor película - Drama | Nominada  |
| Mejor actor            | Jonathan Pryce         | Nominado  |
| Mejor actor de reparto | Anthony Hopkins        | Nominado  |
| Mejor guion            | Anthony McCarten       | Nominado  |

Premios BAFTA
Mejor Actor - Jonathan Pryce
Mejor Actor De Reparto - Anthony Hopkins 
Mejor Guion Adaptado- Anthony McCarten